# Brachygluta texana
Brachygluta texana är en skalbaggsart som först beskrevs av Thomas Casey 1886.  Brachygluta texana ingår i släktet Brachygluta och familjen kortvingar. Inga underarter finns listade i Catalogue of Life.